# Dirphia avibarinasensis
Dirphia avibarinasensis is een vlinder uit de onderfamilie Hemileucinae van de familie nachtpauwogen (Saturniidae).
De wetenschappelijke naam van de soort is voor het eerst geldig gepubliceerd door Ronald Brechlin & Frank Meister in 2011.

## Type
- holotype: "male, 18.II.2000. leg. Bernhard Wenczel. Barcode: BC-RBP-3788."
- instituut: MWM, München, later ondergebracht in de ZSM, München, Duitsland
- typelocatie: "Venezuela, Barinas, Barinitas, Rio Calderas, 420 m"